# Kathedrale von Trogir
Die Kathedrale hl. Laurentius (Katedrala sv. Lovre) ist ein berühmtes Baudenkmal in Trogir in Kroatien. Die Kathedrale des 1828 aufgehobenen Bistums Trogir wurde auf einem Platz erbaut, der eine lange sakrale Tradition aufweist. Genau an der Stelle befand sich in der Antike ein Tempel der Göttin Hera und daneben die Agora aus der Zeit, als Trogir noch eine griechische Siedlung namens Tragourion war (gr. tragos – der Steinbock).
Der Bau der Kathedrale dauerte vom 13. bis zum 16. Jahrhundert. Sie ist ein UNESCO-Welterbe.

## Geschichte
Nachdem Slawen und Awaren die Stadt Salona im 7. Jahrhundert überfallen hatten, zerstörten sie diese komplett. Die überlebenden Saloniter fanden Zuflucht im Diokletianpalast und gründeten das Bistum Split.
Mit dem Frieden von Aachen kam die Stadt an das Byzantinische Reich, und die Region bis zur Stadt Trogir wurde Teil des sich entwickelnden kroatischen Herrschaftsgebietes. Der Bischof von Šibenik zog sich nach Zerstörung der Stadt Morinje, unweit von Šibenik, in das Kloster von Trogir zurück. Nach dessen Tod beanspruchten die Mönche des Klosters das Recht auf die Bischofswahl und Trogir wurde somit zum Bistum. Zum ersten Mal wurde das Bistum Trogir in einem Dokument aus dem Jahr 998 erwähnt. „Der Doge Peter II. Orseolo kam zu Besuch nach Trogir und Bischof wie auch zahlreiche Bürger haben ihn empfangen.“ Der erste namentlich erwähnte Bischof war Johannes von Trogir († 1111), auch Giovanni Orsini.
Schutzpatron der Stadt Trogir war seit frühesten Zeiten der hl. Laurentius. Dieses Patronat blieb erhalten, zusätzlich kam Bischof Johannes (Ivan Orsini) als weiterer Stadtpatron hinzu. Er galt als gelehrt, klug und bescheiden, war im Volk sehr beliebt. Ein Patrizier aus Salona namens Quirinus initiierte einen ersten Umbau des Doms im Jahr 1003.
Der Bau des neuen Bischofssitzes, der Kathedrale, begann 1213 auf den Grundsteinen dieser Basilika, die im Jahr 1123 von den Sarazenen zerstört worden war. König Koloman unterstützte den Bau der Kathedrale und beschenkte sie mit höheren Begünstigungen und Geldern, als es kroatische Könige je vorher getan hatten. Im großen Ganzen im Jahr 1251 fertiggestellt, wurde an dem Gebäude, zuletzt am Glockenturm, bis 1698 gearbeitet.

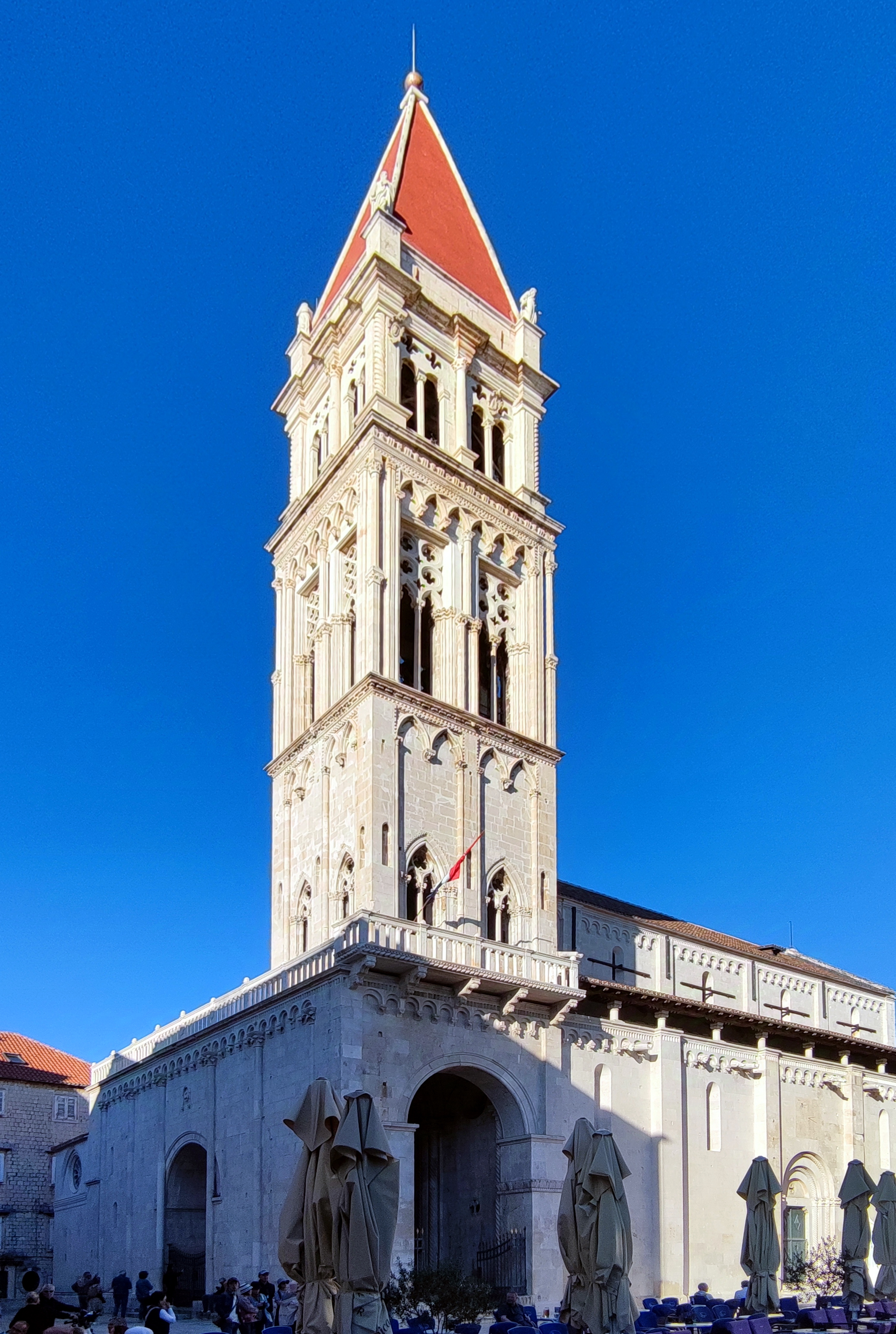
Glockenturm

Die Kathedrale wurde nach Plänen des Architekten Trifun Bokanic errichtet und war im Jahr 1589 mit dem letzten Stockwerk des Glockenturms vollendet. Insgesamt hatte der Bau des Glockenturms fast zwei Jahrhunderte gedauert: Das erste Stockwerk war nach Plänen Matija Gojkovics im gotischen Stil erbaut worden. Das zweite Stockwerk hat Merkmale der venezianischen Gotik, des sog. „gotico fiorito“ mit Fenstern, die an Fenster der Ca’ d’Oro erinnern. Das dritte Stockwerk des Glockenturms wurde Ende des 16. Jahrhunderts fertig gebaut. Das vierte und letzte Stockwerk, den pyramidalen Abschluss des Glockenturms, zieren vier manieristische Skulpturen des venezianischen Bildhauers Alessandro Vittoria.
Bereits Mitte des 13. Jahrhunderts wurden zwei Portale fertiggestellt, das einfache romanische Südportal mit der eingemeißelten Jahreszahl 1213 sowie das reichlich verzierte westliche Portal aus dem Jahr 1240, über dem das Jahr und der Name des Baumeisters Radovan eingemeißelt sind. Dieser Prachteingang (Radovanov Portal) stellt mit seiner außergewöhnlichen Schönheit zu Unrecht den Rest der Kathedrale in den Schatten.

## Äußeres Erscheinungsbild

### Gesamteinschätzung

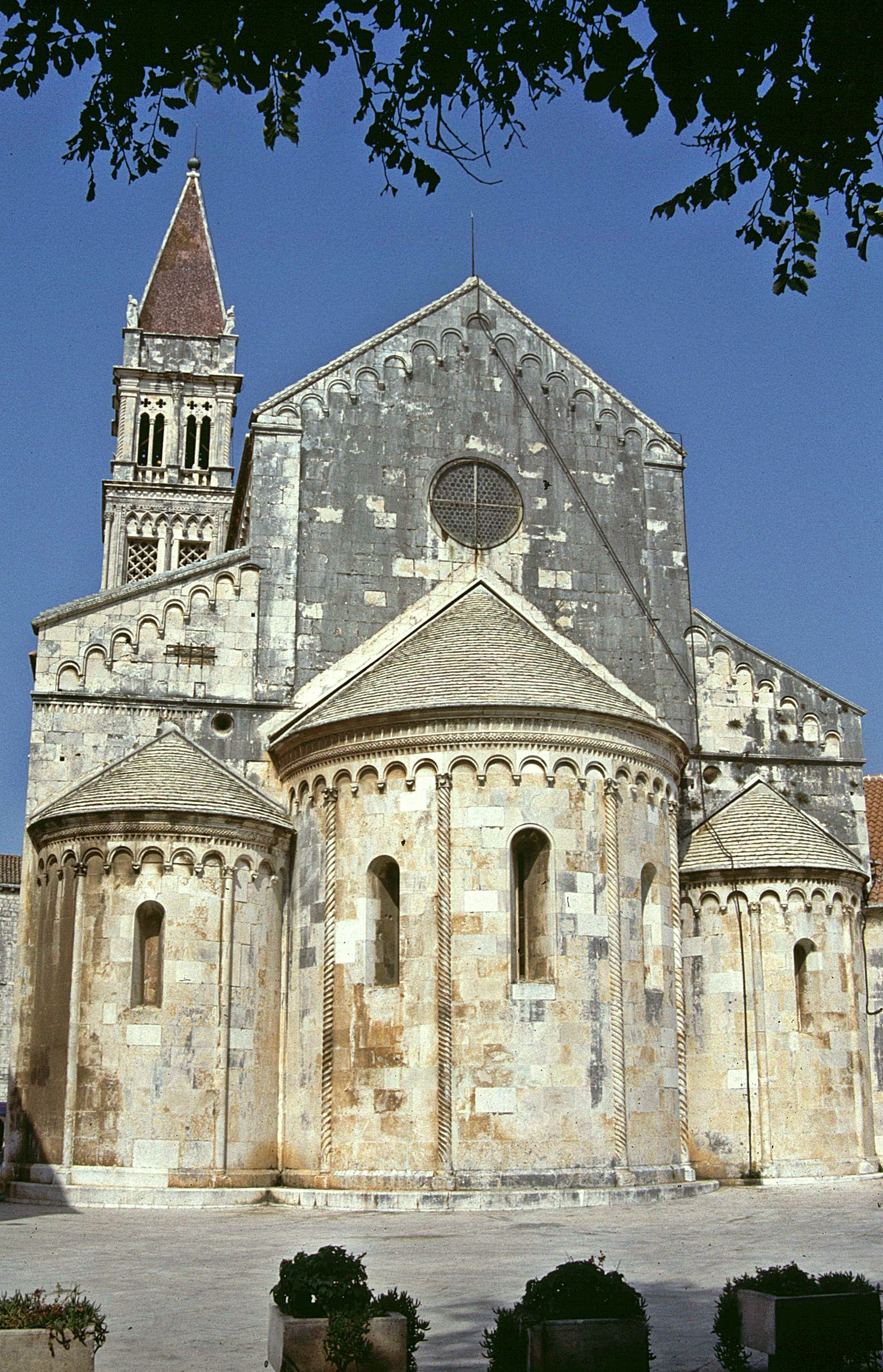
Kathedrale hl. Laurentius

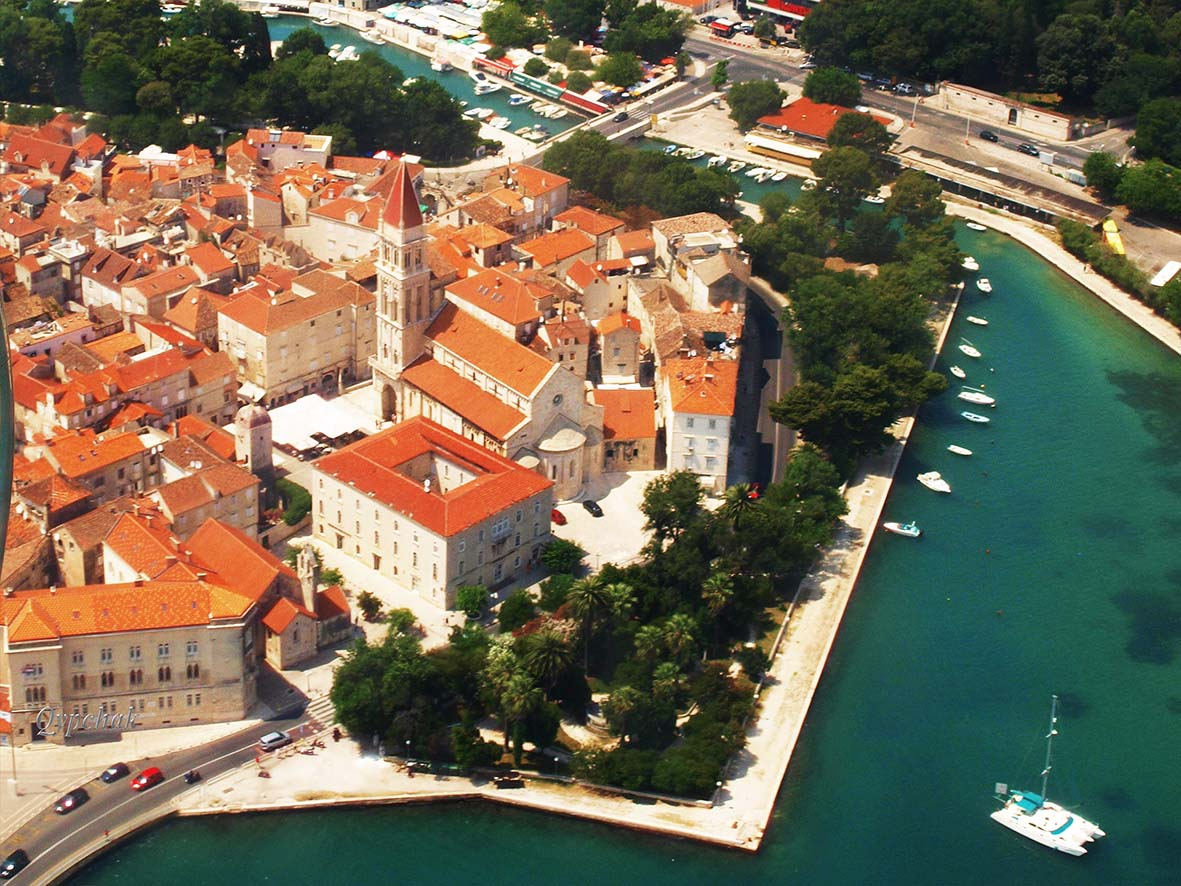
Luftbild der Kathedrale

Die Kathedrale ist eine dreischiffige romanische Basilika mit drei halbrunden Apsiden. Die betont wuchtigen Steinmassen, hängende Bögen, der Zahnfries und verdickte Blätter sind die Merkmale der romanischen Baukunst.
Die großen Natursteinblöcke sind von außergewöhnlicher Qualität und sehr präzise verarbeitet worden, die Stoßfugen kaum sichtbar. Mit der Zeit erhielten die Steine auf der Wetterseite einen gelblich-braunen warmen Farbton, eine Wetterpatina. Im Jahr 2014 ließ die Stadtverwaltung bei einer Sanierung des Kirchengebäudes auch die Fassade „reinigen“. Zusätzlich wurden im ersten Stock als Schutzmaßnahmen die Stoßfugen verbreitert und mit Bindemittel gefüllt. Dadurch sieht die Kathedrale jetzt aus, als hätte sie einen unschönen Schleier bekommen.
Im Vergleich zu früheren eher bescheidenen Bauten erscheint St. Laurentius prachtvoll. Die Kathedrale sollte den Reichtum der Region und den hohen Rang des Bischofs betonen, aber auch die Macht der königlichen Familie.
Auf der Nordseite der Kathedrale befinden sich die Kapelle des Hieronymus (Kapela sv. Jeronima), das Baptisterium, die Kapelle des hl. Johannes (Kapela sv. Ivana) und die Sakristei.

### Kirchturm
Der Kirchturm ist im manieristischen Stil gestaltet und wurde im 17. Jahrhundert fertiggestellt, auf einer Inschrift mit vergoldeten Buchstaben heißt es: NVNQAM PRiVS AN MDXCVIII (nicht vor dem Jahr 1598).

### Radovans Portal

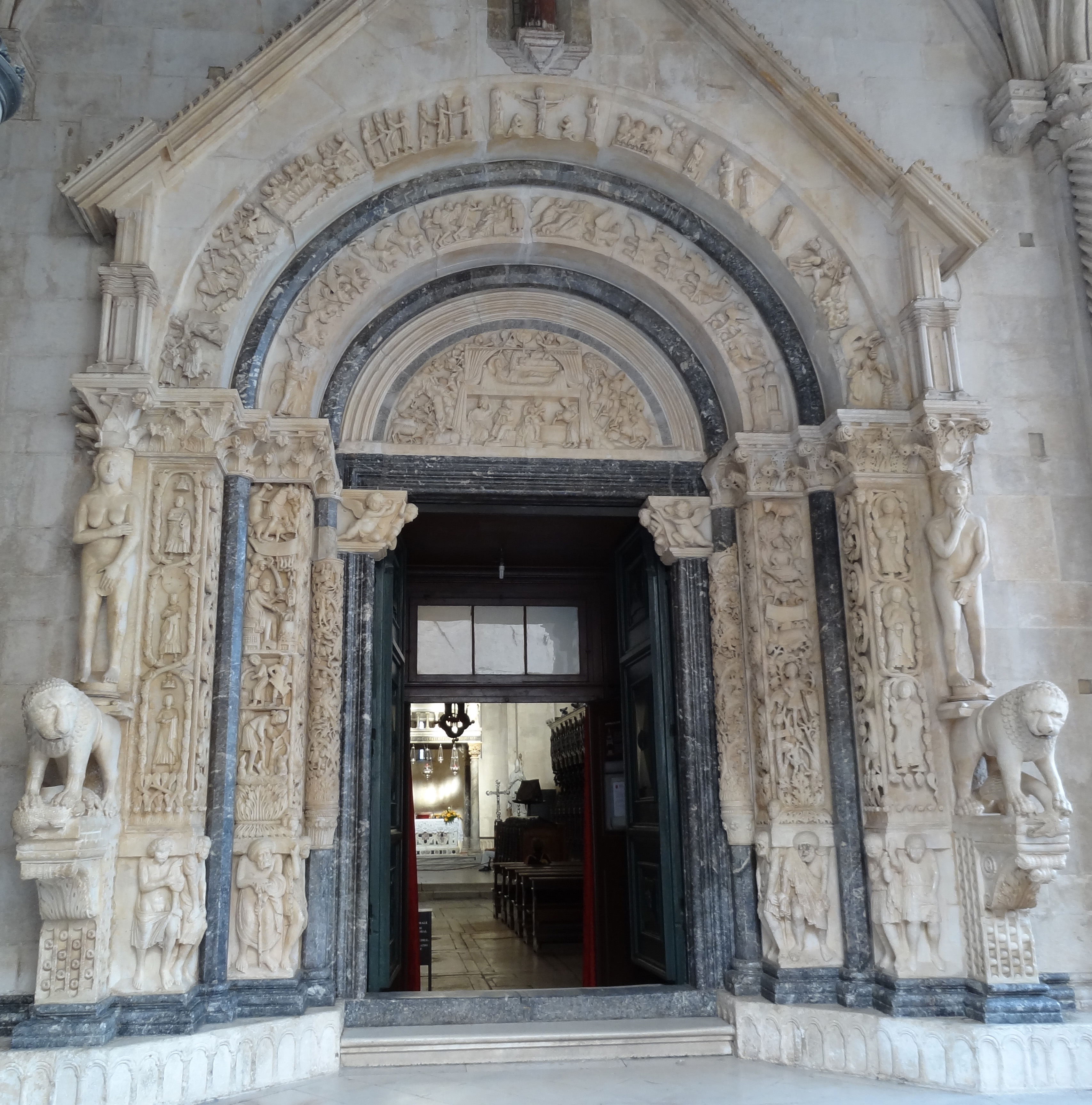
Radovans Portal

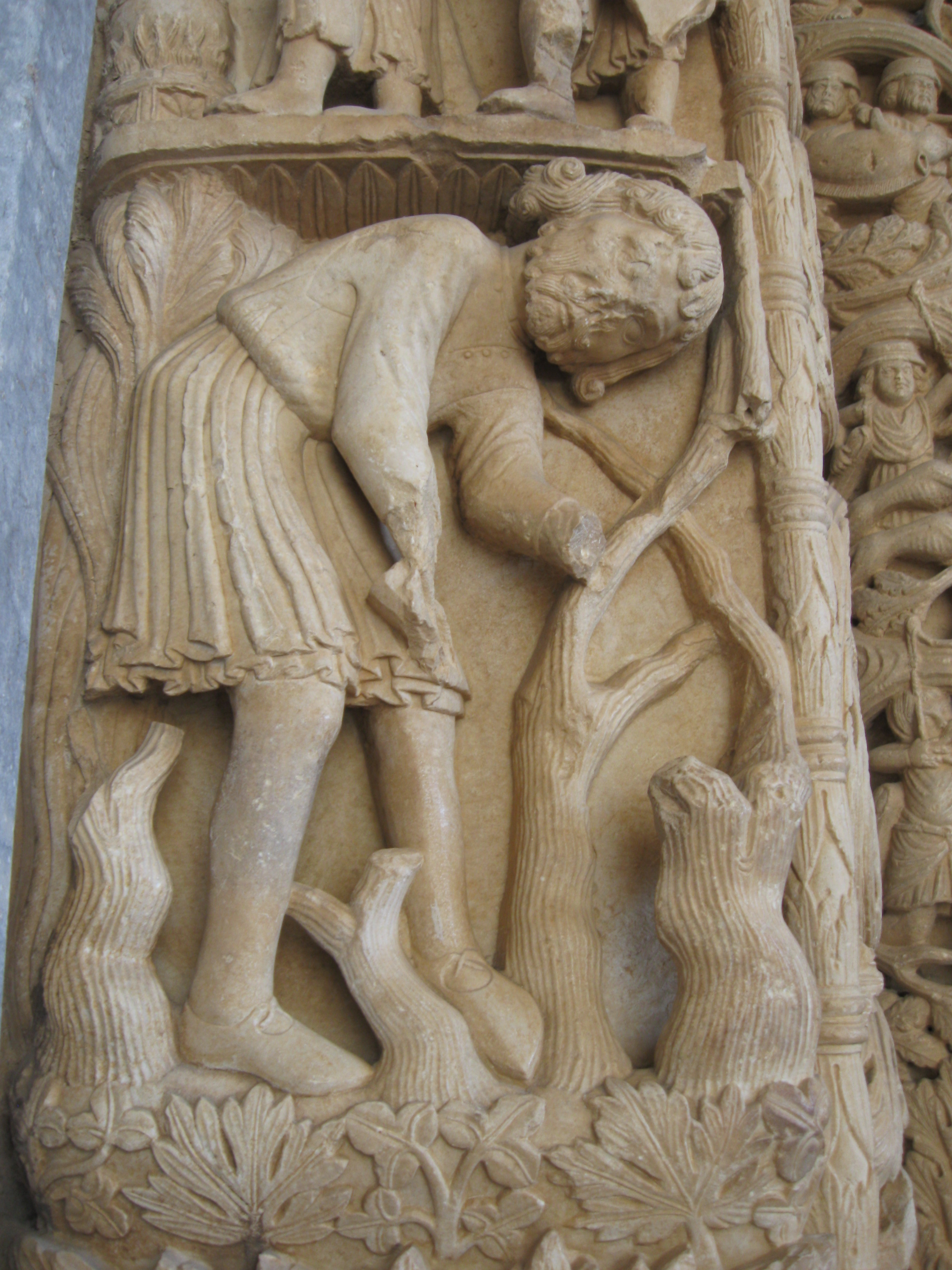
Radovans Portal (Detail)

Radovans Portal ist das Hauptportal der Kathedrale und eines der wichtigsten erhaltenen mittelalterlichen Kirchenportale der östlichen Adria. Es enthält folgende Inschrift:
HAC ARTE PRAECLARUM UT PATET EX IPSIS SCULPTURIS ET EX ANAGLIPHIS
ANNO MILLENO DUCENO BISQUE UICENO PRESULE TUSCANO FLORIS EX URBE
(„Das Portal hat Radovan 1240 nach der Niederkunft der Jungfrau erbaut, in seinem Können sich von allen erhebend, was aus Skulpturen und Reliefs ersichtlich ist, für den Biskup Treguan, den Toskaner aus der Florenz“)
Die Besonderheit des Portals liegt in der von Radovan ausgewählten Szene. Diese war für die damalige Zeit einmalig und erstmals so dargestellt worden: Die Geburt Christi ist als Hauptthema in der Mitte des Portals platziert. Neuartig war die Darstellung weiterer biblischer Motive, die nie zuvor in einer Ikonografie gemeinsam zu sehen waren. Auf der Lünette und dem Innenbogen sind Szenen aus dem Leben Christi: die Verkündigung, Josefs Traum, die Geburt, die Ankunft der drei Könige, die Geschenke der Hirten, die Geschenke der Könige als virtuose Reliefs zu sehen.
Alle Szenen wie auch die Szene mit dem Erzengel Gabriel, entstammen dem Neuen Testament. Der Bote Gottes mit langem, geflochtenem Haar, der der Jungfrau Maria die frohe Botschaft verkündet; eine dynamische Szene mit Kleidern, die so aussehen, als würden sie sich bewegen. Neben Maria steht in Spiegelschrift ΥΘ ΡΜ, was als ΜΡ ΘΥ (Μητηρ θεου – Mutter Gottes) gelesen werden muss. Karaman schreibt, dass Radovan, der keinerlei Griechischkenntnisse besaß, als Vorlage für seine Reliefs und Skulpturen eine byzantinische Schnitzerei aus Elfenbein benutzt hatte.
Interessant ist auch, dass Meister Radovan nicht nach der byzantinischen Ikonografie den Geburtsort Jesu als eine Höhle in Bethlehem zeigte, sondern seine Darstellung frei erfunden ist. Es ist ungewöhnlich für diese Zeit, sich von Vorgaben dieser Art zu entfernen. Nach Radovan geschah die Geburt in einem Stall, die Mutter Gottes auf einem Holzbett liegend und ihr Kopf auf einem Kissen ruhend, neben ihr das gewickelte Kind. Seine Figuren auf den übrigen Reliefs sind in Bewegung: Maria, die vorsorglich das Kind zudeckt, ein Hirte, der neben Josef sitzt, greift zu seinem Hut, ein Lamm säugt, der Hund dreht seinen Kopf, zwei Steinböcke kämpfen miteinander, ein Hirte beugt sich vor und zieht den Hut.
Der nicht vollendete Zyklus mit Monats-Allegorien gilt als bisher ungelöstes Rätsel des Portals. Nach hundertjährigen Diskussionen und Analysen hatte letztlich Belamarić eine Erklärung: Jeder Monat wurde mit drei symbolischen Elementen beschrieben: mit dem Zodiakzeichen, einer Farbe und mit eindeutigen Attribut, meist eine für den Monat charakteristische Feldarbeit. Der Monat März befindet sich im Mittelpunkt der Szene, was damit zu erklären ist, dass die Verkündigung damals den christlichen Jahresanfang kennzeichnete.

## Innenraum

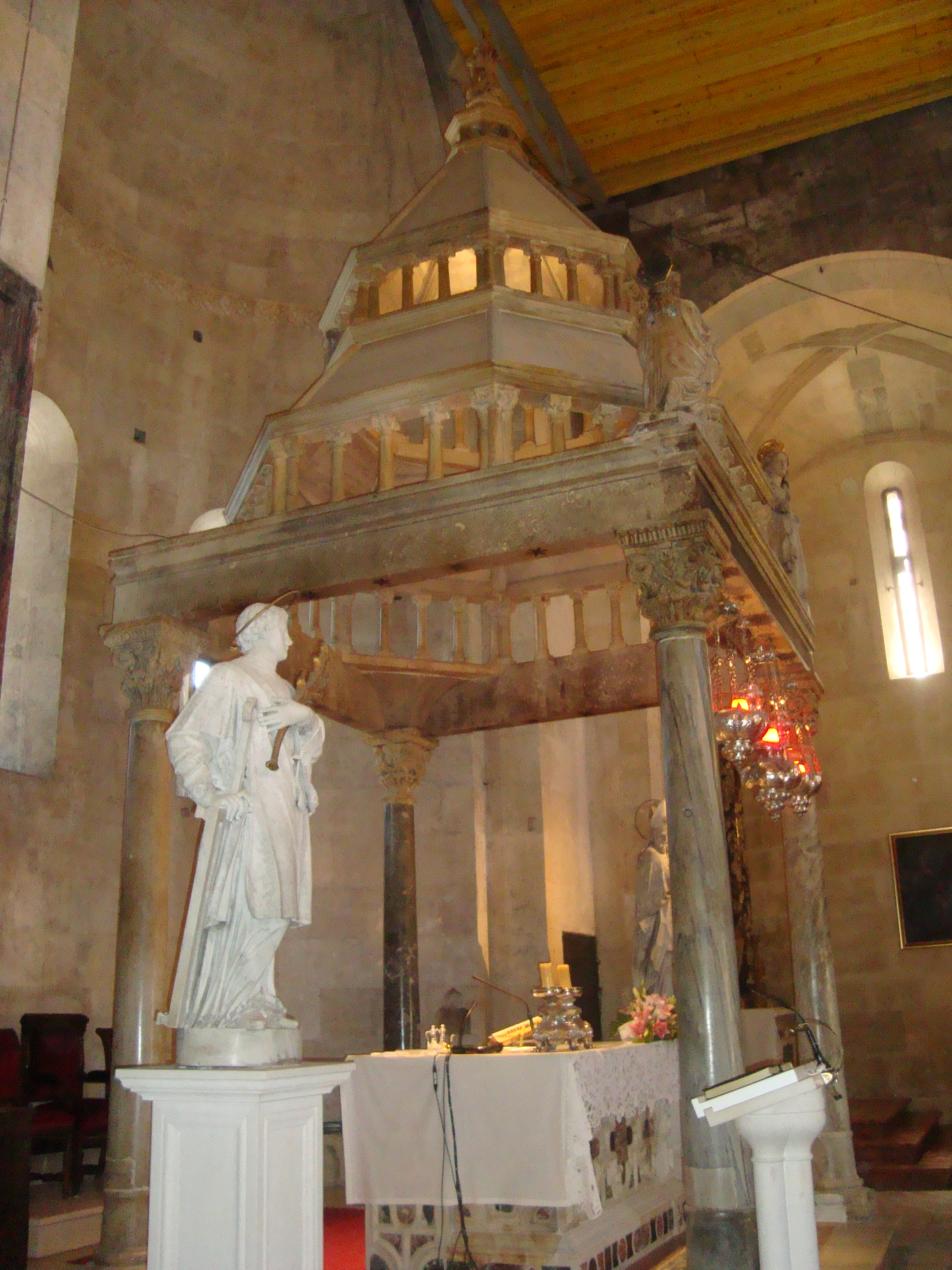
Hauptaltar mit Figuren des hl. Johannes von Trogir und des hl. Laurentius

### Hauptschiff
Dagegen ist das Gewölbe des Mittelschiffs gotisch, da es erst im 15. Jahrhundert gebaut wurde.
Es wird vermutet, dass nach dem ursprünglichen Plan zwei Glockentürme vorgesehen waren und darum die Wände im Atrium extra massiv gebaut wurden. Auf einem im ersten Stockwerk eingebauten Stein ist der eingemeißelte Grundriss eines Gebäudes zu sehen. Er zeigt einen dreischiffigen mit Pylonen geteilten Bau, auf einer Seite befinden sich die Pilaster, genauso wie in der Kathedrale selbst. Architekten vermuten, dass ursprünglich eine Kuppel über dem Mittelschiff vorgesehen war.
Das gotische Kreuzrippengewölbe im Atrium entstand im 13. Jahrhundert. Am 2. Juni 1271 wurde ein Vertrag mit venezianischen Meistern über Gerüstaufstellung für Deckenbau abgeschlossen. Das Deckengewölbe der seitlichen Schiffe entstand im 14. Jahrhundert und das Deckengewölbe des Hauptschiffes entstand im 15. Jahrhundert. Alle Gewölbe sind geometrisch untypisch für die gotische Architektur Dalmatiens.
In der Kathedrale ist der Cousin des kroatisch-ungarischen Königs Bela IV. beerdigt, der vor den Tataren geflohen war und in Trogir 1242 Zuflucht gefunden hatte.
Der wichtigste Unterschied zwischen der Kathedrale von Trogir und anderen Bauten der damaligen Zeit sind das reich gegliederte Gewölbe und die Strukturen in der Vorhalle der Kathedrale, die nichts mehr mit den glatten und nackten Wänden der Apsiden der frühen Kanzelkirchen gemeinsam haben.
Zum ersten und einzigen Mal ist hier in Dalmatien der Anjou-Stil verwirklicht worden. Das Gewölbe des Mittelschiffs ist viel tiefer und spitzer als das Gewölbe der Seitenschiffe. In der Längsrichtung verläuft eine Scheitelrippe, die eine der Charakteristiken der angevinischen (Anjou-)Gewölbe ist.
Die Konsolen des Mittelschiffs sind mit vegetabilischen Ornamenten reichlich geschmückt. Unter den Konsolen hat der Steinmetz große, bärtige Köpfe aus Stein gemeißelt. Wieso im 15. Jahrhundert der Anjou-Stil verwendet wurde, obwohl seien Blütezeit bereits im 13. Jahrhundert lag, ist nicht bekannt. Es wird vermutet, dass es mit der Herrschaft der Dynastie Anjou zusammenhängt. Oberhalb des Rosettenfensters auf der Westwand befindet sich eine kleinere Öffnung, in der Engel das Wappen König Ludwigs I. tragen, auch genannt Ludwig von Anjou, König von Ungarn und Kroatien. Das Wappen ist eines der wenigen noch erhaltenen Zeugnisse der ungarischen Herrschaft in Dalmatien.

### Altarraum

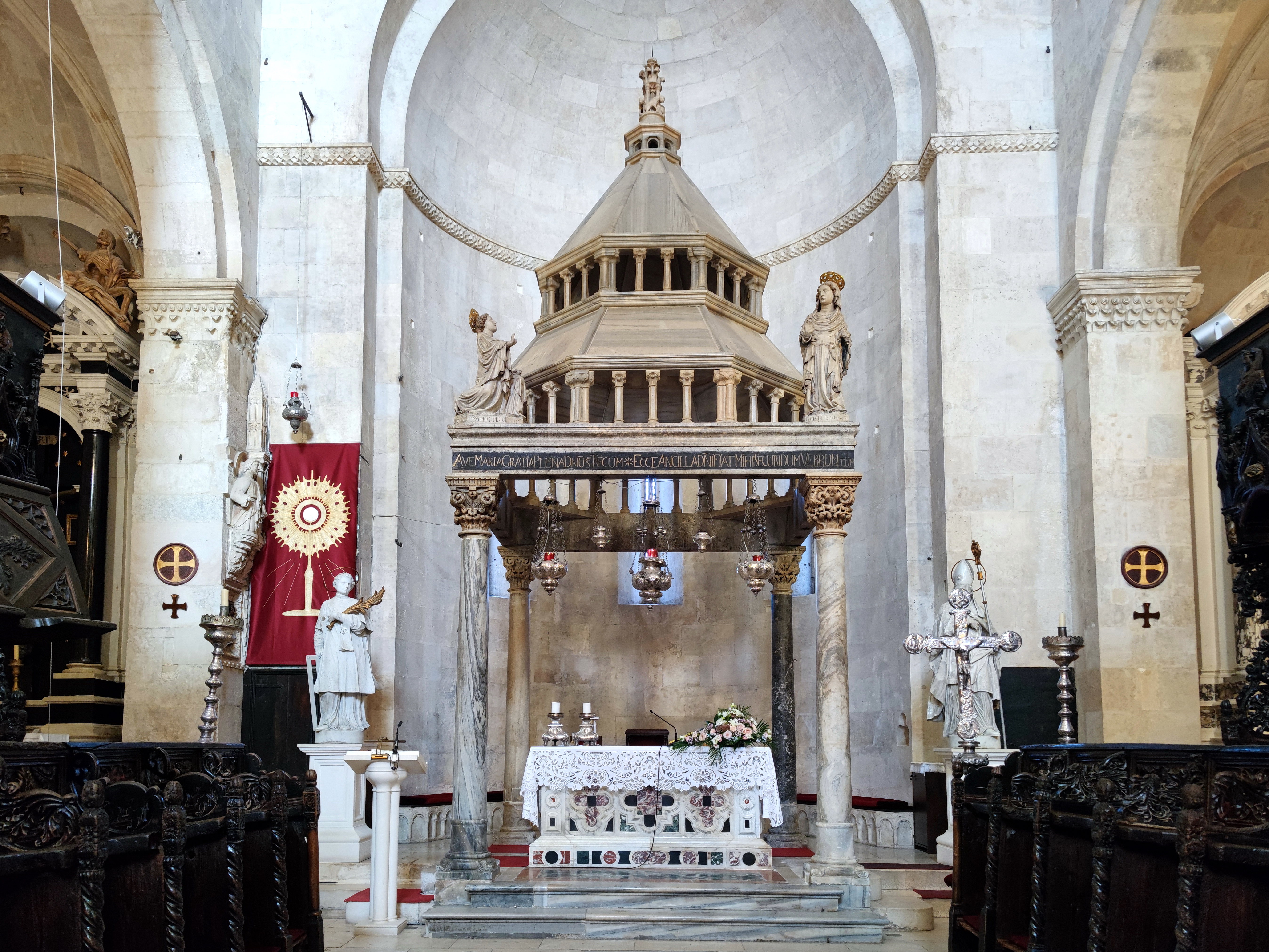
Ziborium

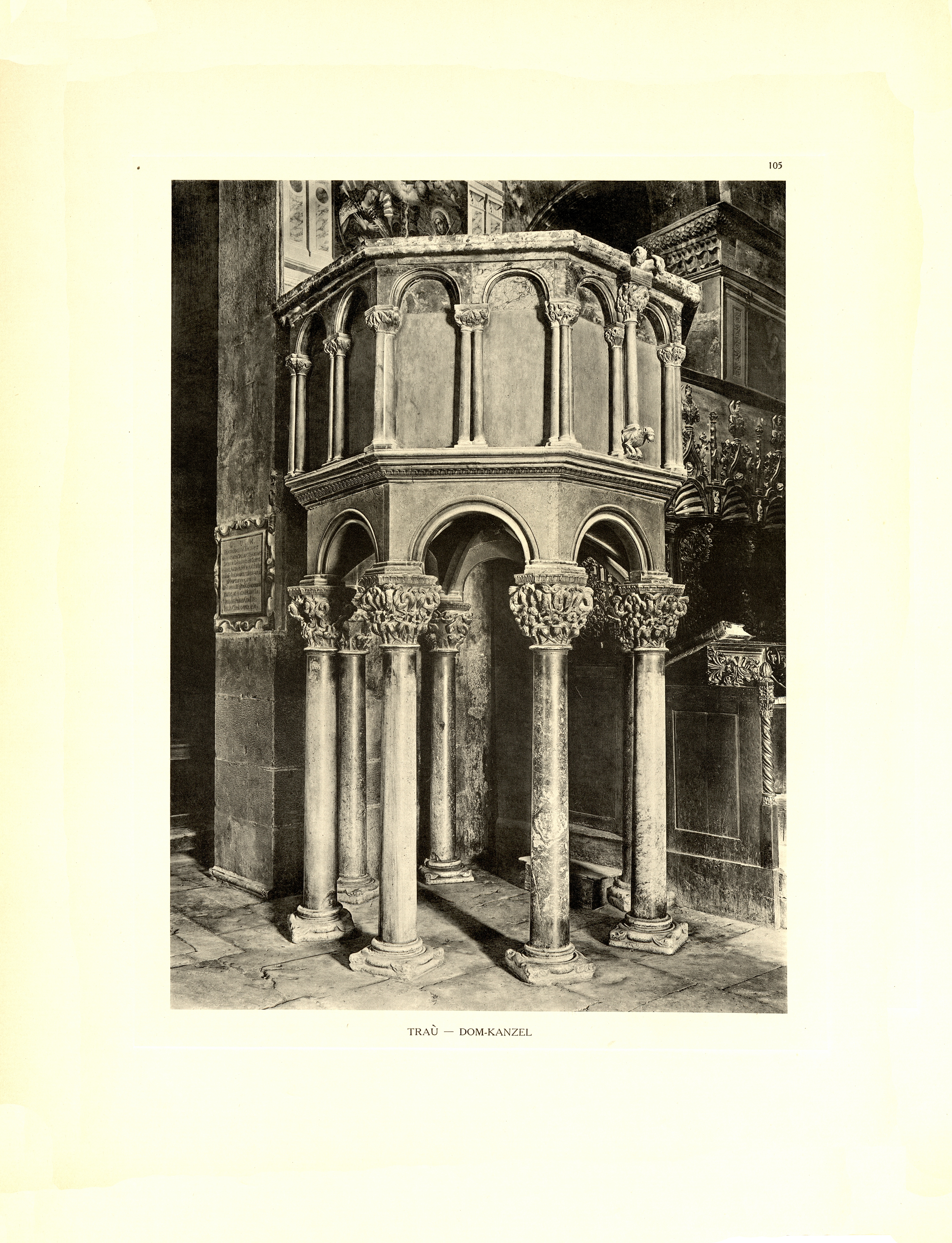
Kathedrale – die Kanzel

Meister Mavro hat im 14. Jahrhundert im Inneren der Kathedrale einen großen Altar in Form eines Baldachins gebaut. Auf dem Ziborium sind Skulpturen der Jungfrau Maria und des Erzengels Gabriel zu sehen (Verkündigung des Herrn) und seitlich vom Altar stehen Skulpturen des hl. Johannes von Trogir (sv. Ivan Trogirski) und des hl. Laurentius (sv. Lovre) aus dem 18. Jahrhundert.
Die achteckige Kanzel mit romanischen Kapitellen ist ein Werk der einheimischen Kunstschule und wurde im 13. Jahrhundert fertiggestellt, die Chorbänke aus Holz hat Ivan Budislavic geschnitzt.

### Kapelle des hl. Johannes

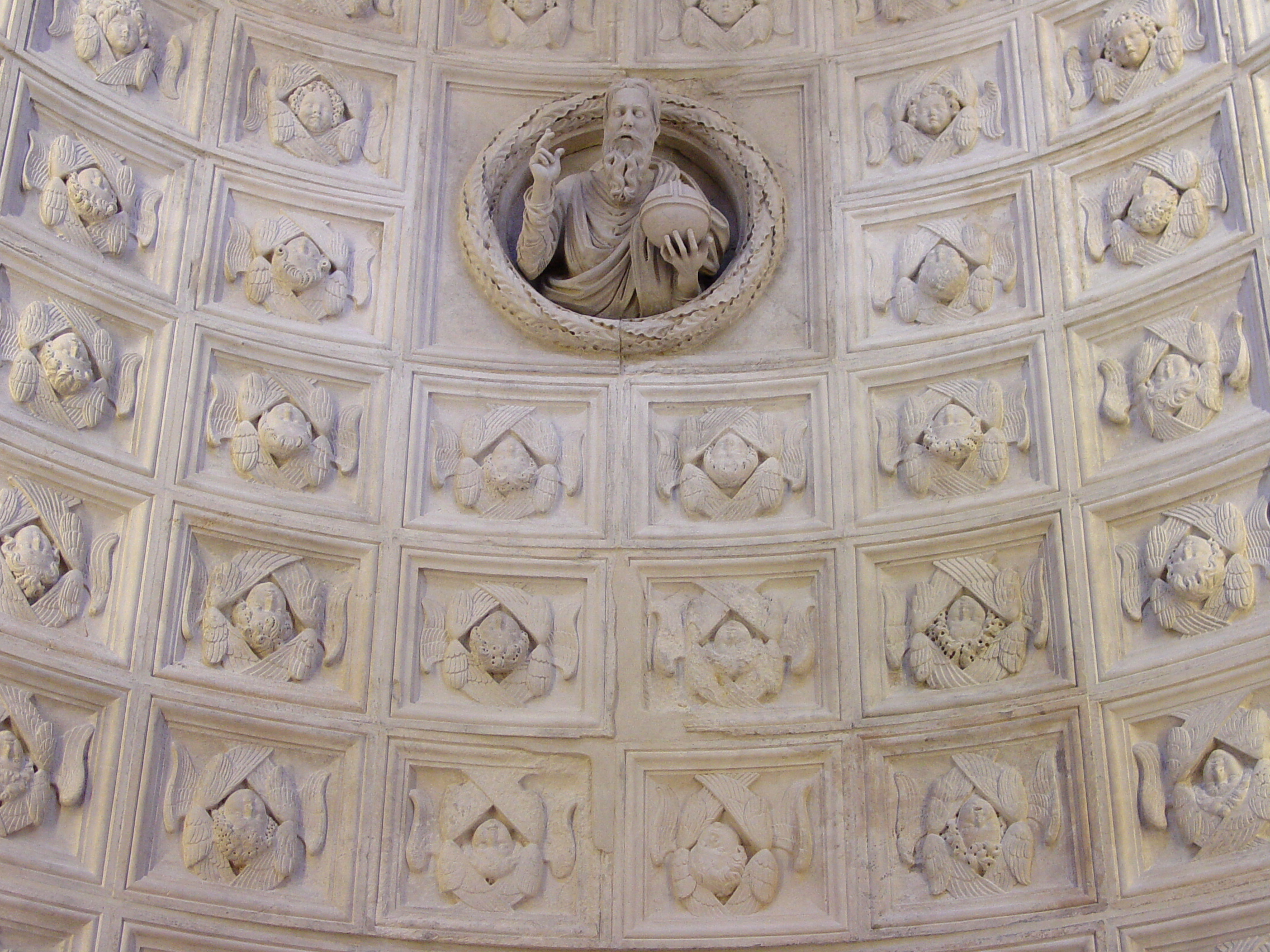
Kassettendecke der Kapelle des hl. Johannes

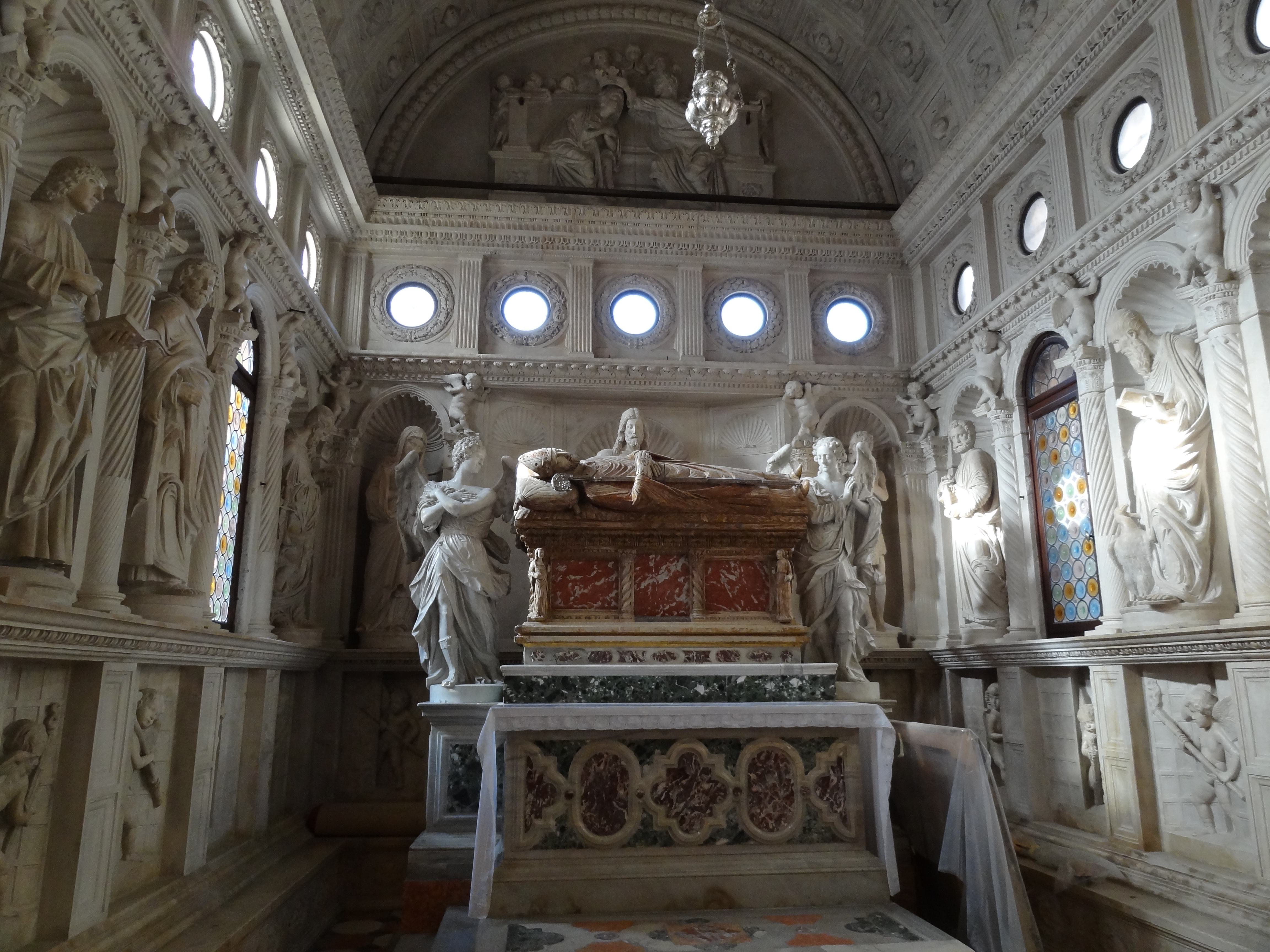
Kapelle des hl. Johannes

Die Kapelle des hl. Johannes (kapela sv Ivana) gilt als eines der schönsten Renaissance-Denkmäler Europas. Sie befindet sich an der Nordwand der Kathedrale. Sie wurde wie das Baptisterium und der Tempel des Jupiters im Diokletianpalast nach demselben Konzept gebaut wie in Split. Die Kassettendecke besteht aus 96 Feldern; in jedes Feld wurde der gemeißelte Kopf eines Seraphen aus Stein eingefügt.
Nach Andrija Mutnjakovic ist das eine einmalige Komposition, die es zuvor in der Renaissancekunst nicht gab. Die Wände der Kapelle sind in vier Einheiten geteilt: Der Fuß der Kapelle hat die Form einer Sitzbank, auf dem Fries sind Fackelträger-Putten, in der Mitte befinden sich Nischen für Skulpturen, den Abschluss bildet die Attika mit runden Fensteröffnungen.
Die Kapelle wurde 2002 unter Führung des Venetian Heritage Incorporation renoviert. Im Jahr 2010 wurde das Südportal restauriert. Die weiteren Restaurierungsarbeiten am Westportal, wie im Inneren der Kathedrale, dauerten noch bis in die Mitte der 2010er Jahre.

### Kapelle des hl. Hieronymus
Nikoleta Sobotić, geborene Casotti, verwitwete Nichte des Bischofs Nikola Casotti, bekam 1438 die Erlaubnis, die Kapelle des Hl. Hieronymus (kapela sv Jeronima) bauen zu lassen. In der Kapelle soll sich auch ihre Gruft befinden. Am 31. Juli 1438 wurde ein Vertrag mit den Baumeistern Marco Gruato und Nikola Račić abgeschlossen. Das Gewölbe der Kapelle ist ein gotisches Kreuzgewölbe. Die Rippen ruhen auf Konsolen, die mit Blatt- und Früchteornamenten geschmückt sind.
Pavao Andreis schreibt, dass sich in der Kapelle ein Bild des Hl. Hieronymus befand, ein Werk des Künstlers Palme. Es bleibt jedoch unklar, ob es sich um den jüngeren oder älteren Palme gehandelt hat. In der Kapelle hängt eine Ikone, ein Werk eines Malers aus Kreta, dessen Name nicht bekannt ist. Das Bild ist mit Blech bedeckt, sodass nur noch die Köpfe der Jungfrau Maria und des kleinen Jesus zu sehen sind.

## Baumeister, Steinmetze und Bildhauer

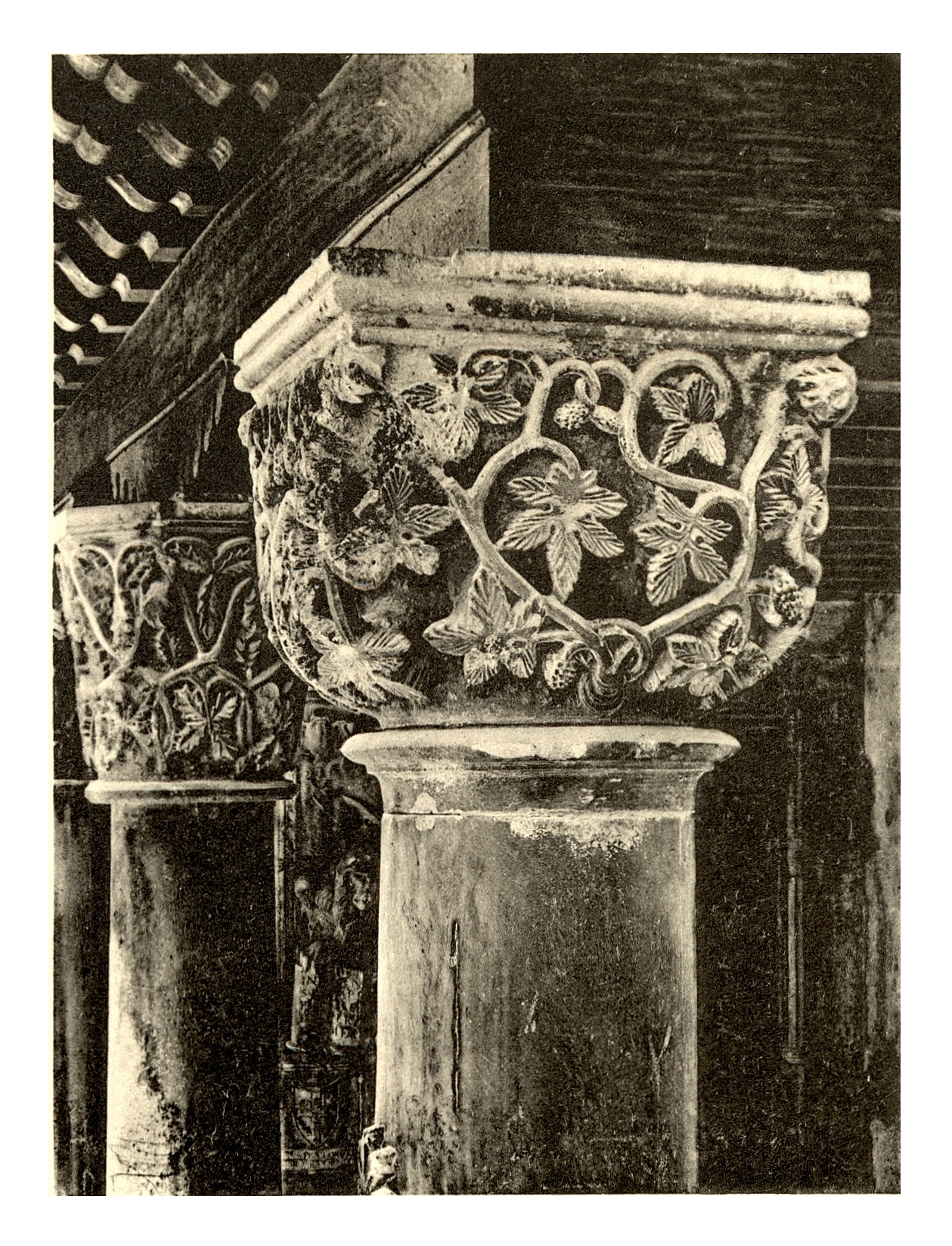
Kapitell aus der Loggia

Die Namen aller Steinmetze und Baumeister, die an der Kathedrale beschäftigt waren, sind nicht überliefert. Außer Meister Radovan, der das Hauptportal gestaltete und erbaute, waren noch Generationen von Meistern und Helfern aus Orten von beiderseits der Adria an der Kathedrale mitbeschäftigt.
Nach einem Beschuss durch venezianische Schiffe arbeitete Meister Matej Gojković an den Reparaturen des schwer beschädigten Glockenturms und der Kathedrale. Maurermeister Moskardelo (magister, Moscardellus, maurarius) ist in einer Urkunde des Jahres 1264 erwähnt worden, die im „Häuschen des Hl. Laurentius“ ausgestellt wurde (… actum in camarada sancti Laurenti ubi laborat …), also in einer Baracke auf der Baustelle der Kathedrale, in der Werkzeuge und Pläne aufbewahrt waren und Schüler Unterricht erhielten.
Meister Stjepan und Matej arbeiteten im ersten Stock des Glockenturms, Steinmetz Petar Pozdančić Radmilov aus Šibenik fertigte die Wasserspeier. Die Baumeister Allegretti (=Radoj), Marco Gruato (=Joannes Graviato, Zuan Graviato?), Nikola Raičić, Stjepan fertigten das gotische Gewölbe des Mittelschiffs. An der Kapelle des hl. Hieronymus arbeiteten die Venezianer Marco Gruato und Nikola Račić. Die Kapelle des hl. Johannes entstand wesentlich durch Andrija Aleši und Nikola Firentinac (Niccolò di Giovanni Fiorentino). Im Jahr 1406 wurde ein Steinmetz Ivan von der Insel Korčula erwähnt, der mit seinem Bruder Hranić Platten verlegte.
Loggien, die oberhalb der Terrassen der Seitenschiffe gebaut wurden, dienten im 15. und 16. Jahrhundert als Aufenthaltsorte der Maurer und Steinmetze. Auf den Böden der Loggien befinden sich in den Stein eingeritzte Skizzen der Fenster, des Glockenturms, der Bögen, der Sakristei, der Kapelle des hl. Johannes sowie weitere architektonische Details. In die Westwand des Baptisteriums wurde auch ein Geodreieck eingeritzt.
Die Steinmetze, Bildhauer und andere Meister hinterließen auf den Wänden der Kathedrale ihre Steinmetzzeichen, rechtwinklige, in den Stein gemeißelte Einsenkungen, auch Blumen, Blätter, Halbmonde und Buchstaben.